# 패션 사진

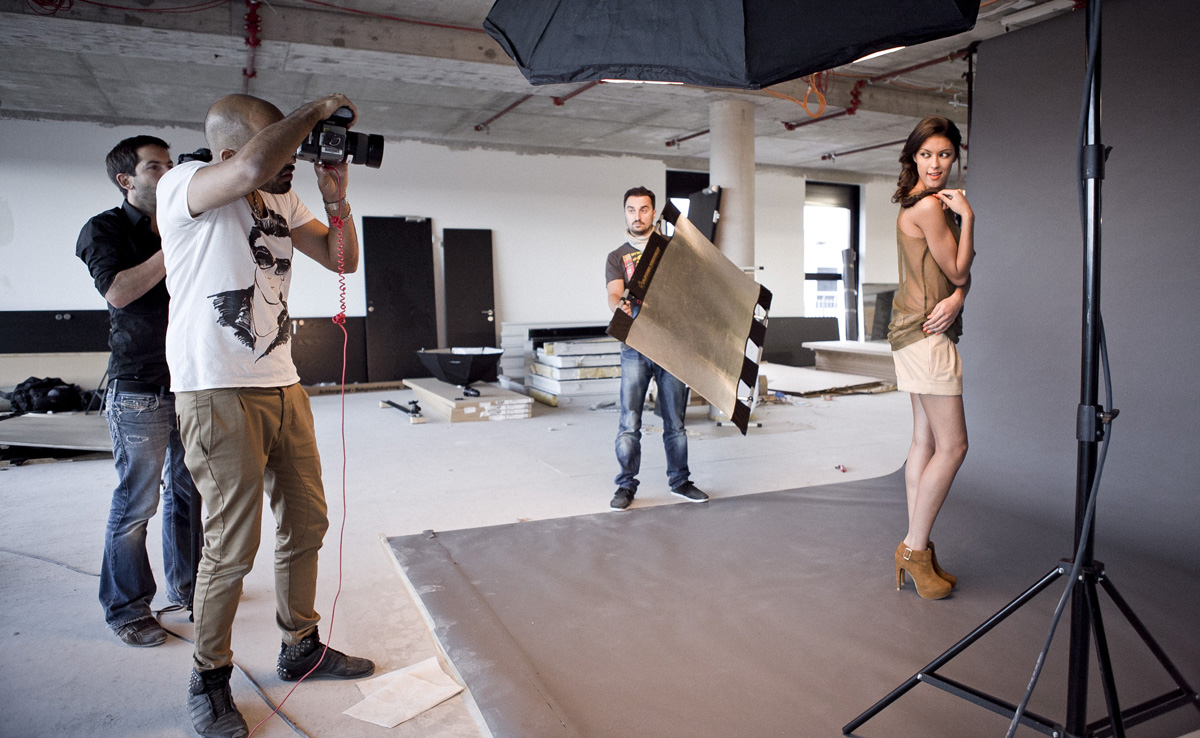

패션 사진(─寫眞)은 패션을 대상으로 한 사진 작품이다. 유행하는 옷, 장신구 등을 착용한 패션 모델을 촬영하고 광고, 패션 잡지 등의 매체에 사용되는 것이 대부분이다. 모드 사진(mode)이라는 용어도 비슷한 뜻으로 사용된다.
패션 사진은 보그(Vogue), 베니티 페어(Vanity Fair), 엘르(Elle) 등 광고나 패션 잡지를 위해 가장 많이 진행된다. 패션 디자이너들이 자신의 작품을 홍보하는 데 꼭 필요한 방법이 되었다. 패션 사진은 이국적인 장소나 액세서리를 사용하여 옷과 패션을 더욱 돋보이게 하는 고유한 미학을 발전시켜 왔다.
이러한 유형의 사진의 역사는 처음 수십 년 동안 사진이 등장한 패션 잡지와 얽혀 있으며, 처음에는 잡지를 지배했던 패션 일러스트레이션을 대체했다. 어빙 펜이나 리처드 애버던과 같은 사진작가들이 인지도를 얻으면서 명성을 얻었다. 현대 패션 사진의 시작은 상징적으로 1911년에 기인하지만, 그 인기가 확산된 것은 1930년대 중반이 되어서야 제2차 세계대전 이후 전성기가 시작되었다.
이 사진 장르는 패션 잡지에서 시작되어 커피 테이블 서적, 미술관, 박물관에 소개된다.

## 같이 보기
- 광고
- 옷
- 패션 디자인
- 분류:패션 사진가
- 패션 잡지
- 직업
  - 미용사
  - 분장사
  - 사진가
    - 사진가 목록

  - 패션 모델
  - Wardrobe stylist